# غواصة يو-42
يو-42 هي غواصة صنعت في إيطاليا للخدمة في البحرية الإمبراطورية الألمانية في 18 أغسطس 1913. تم مصادرة الغواصة من قبل الحكومة الإيطالية في 8 أغسطس 1915 بعد دخولها الحرب مع النمسا والمجر.